# NGC 494
NGC 494 é uma galáxia espiral (Sab) localizada na direcção da constelação de Pisces. Possui uma declinação de +33° 10' 22" e uma ascensão recta de 1 horas, 22 minutos e 55,4 segundos.
A galáxia NGC 494 foi descoberta em 22 de Novembro de 1827 por John Herschel.